# Engraviès
Engraviès est une localité de Dun et une ancienne commune française, arrosée par le Douctouyre et située dans le département de l'Ariège en région Occitanie.

## Géographie
La commune avait une superficie de 6,72 km2

## Histoire
Par arrêté préfectoral en date du 14 décembre 1972, Engraviès est supprimée comme commune indépendante et rattachée à la commune de Dun, au 1er janvier 1973, en même temps que les communes de Merviel et Senesse-de-Senabugue. Engraviès a eu le statut de commune associée, supprimé par l'arrêté préfectoral du 9 janvier 2003 avec effet le 1er février 2003.

## Administration

### Liste des maires
| Période                                  | Période | Identité | Étiquette | Qualité |
| ---------------------------------------- | ------- | -------- | --------- | ------- |
| Les données manquantes sont à compléter. |         |          |           |         |
|                                          |         |          |           |         |

### Liste des maires délégués
| Période                                  | Période | Identité | Étiquette | Qualité |
| ---------------------------------------- | ------- | -------- | --------- | ------- |
| Les données manquantes sont à compléter. |         |          |           |         |
|                                          |         |          |           |         |

## Démographie
| 1793 | 1800 | 1806 | 1821 | 1831 | 1836 | 1841 | 1846 | 1851 |
| ---- | ---- | ---- | ---- | ---- | ---- | ---- | ---- | ---- |
| 241  | 164  | 227  | 189  | 243  | 233  | 201  | 220  | 226  |

| 1856 | 1861 | 1866 | 1872 | 1876 | 1881 | 1886 | 1891 | 1896 |
| ---- | ---- | ---- | ---- | ---- | ---- | ---- | ---- | ---- |
| 227  | 200  | 229  | 229  | 241  | 233  | 225  | 187  | 191  |

| 1901 | 1906 | 1911 | 1921 | 1926 | 1931 | 1936 | 1946 | 1954 |
| ---- | ---- | ---- | ---- | ---- | ---- | ---- | ---- | ---- |
| 170  | 161  | 164  | 142  | 146  | 146  | 128  | 103  | 101  |

| 1962 | 1968 | 1975 | 1982 | 1990 | 1999 | - | - | - |
| ---- | ---- | ---- | ---- | ---- | ---- | - | - | - |
| 79   | 74   | -    | -    | 38   | 63   | - | - | - |

Histogramme

(élaboration graphique par Wikipédia)

## Monuments

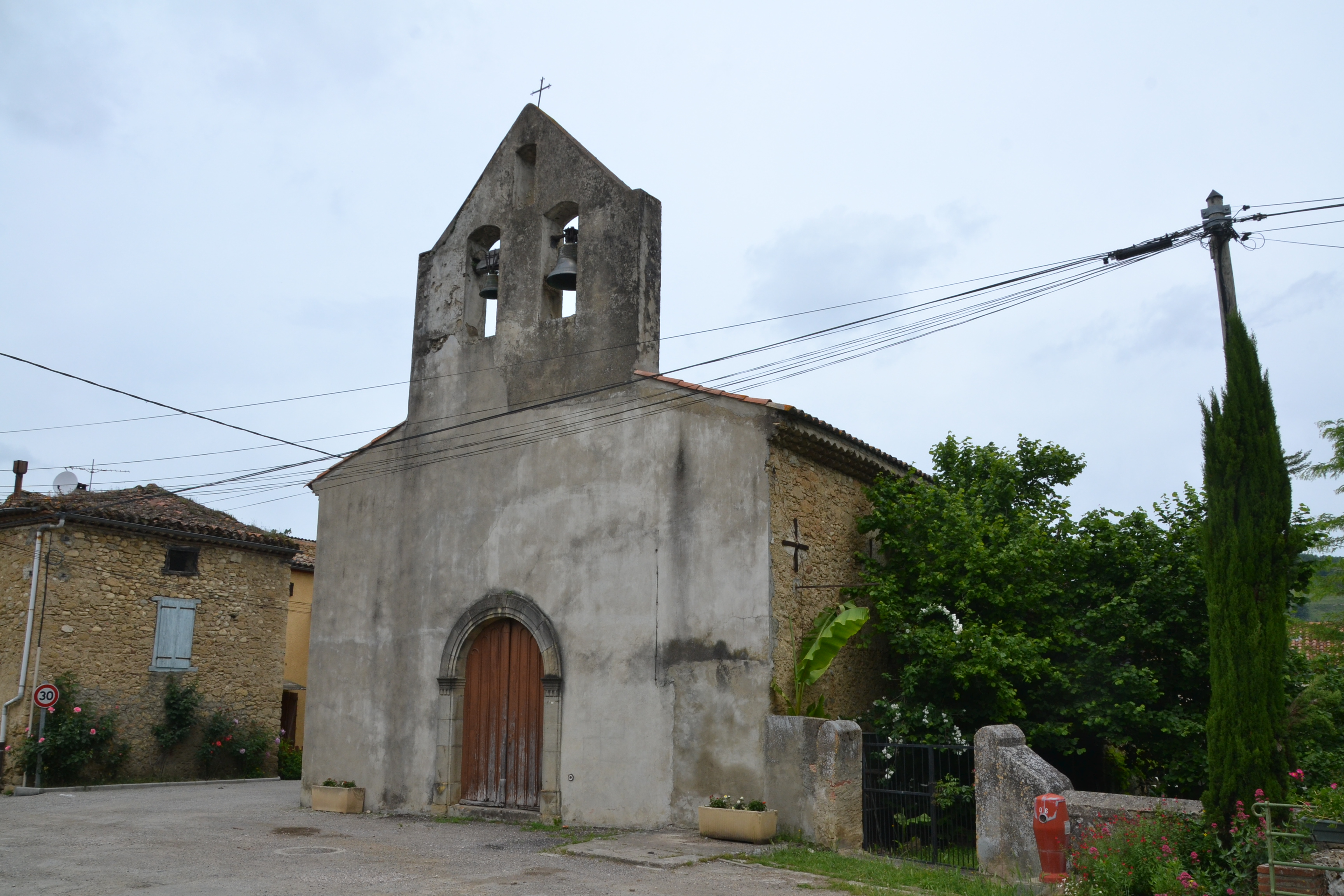
L'église Saint-Martin.

- Ruines du château d'Engraviès (antérieur au XVIe siècle) et sa chapelle Saint-Roch (XVIIe siècle) (dit aussi château de Roglès, propriété privée)
- Domaine La Barre, maison de maître bâtie avec les pierres du château de Roglès par la famille Orliac (1850-1975)
- Église Saint-Martin
- Ancien moulin de Rocles

## Héraldique
| Blason de Engraviès | Blason  | De gueules au quartier dextre de la pointe d'or. |
| Blason de Engraviès | Détails | Le statut officiel du blason reste à déterminer. |